# فرودگاه آلفرز اف‌ای‌پی الفردو ولایدمیر سارا باور
فرودگاه آلفرز اف‌ای‌پی الفردو ولایدمیر سارا باور (به انگلیسی: Alférez FAP Alfredo Vladimir Sara Bauer Airport) یک فرودگاه همگانی با کد یاتا AOP است که یک باند فرود آسفالت دارد و طول باند آن ۲۰۵۷ متر است. این فرودگاه در کشور پرو قرار دارد و در ارتفاع ۲۲۲ متری از سطح دریا واقع شده‌است.

## شرکت‌های هواپیمایی و مقصدهای پروازی
| شرکت‌های هواپیمایی | مقصدهای پروازی       |
| ----------------- | -------------------- |
| Star Perú         | چارتر: Iquitos, Lima |